# Cicurina pusilla
Espèce
Synonymes
- Cybaeus pusillus Simon, 1886

Cicurina pusilla est une espèce d'araignées aranéomorphes de la famille des Cicurinidae.

## Distribution
Cette espèce est endémique des États-Unis. Elle se rencontre au Washington, en Oregon et en Alaska.

## Description
Le mâle syntype mesure 4 mm et la femelle syntype 4,5 mm.

## Systématique et taxinomie
Cette espèce a été décrite sous le protonyme Cybaeus pusillus par Simon en 1886. Elle est placée dans le genre Cicurina par Banks en 1913.

## Publication originale
- Simon, 1886 : « Descriptions de quelques espèces nouvelles de la famille des Agelenidae. » Annales de la Société entomologique de Belgique, vol. 30, p. 56-61 (texte intégral).